# Кольдевей, Карл
Карл Кольдевей (нем. Carl Koldewey; 26 октября 1837, Бюккен — 17 мая 1908, Гамбург) — немецкий путешественник.
Образование закончил в Ганноверском политехникуме и в Гёттингенском университете (1867). В 1868 по поручению Петермана встал во главе первой германской экспедиции к Северному полюсу, которую описал в «Die erste deutsche Nordpolar-Expedion» (в «Mittielungen» Петермана, 1871). В 1869 он совершил второе путешествие к Северному полюсу. Назначенный в 1871 ассистентом в гамбургской морской обсерватории, он под руководством Дове обработал метеорологические и гидрографические результаты этого путешествия в «Die zwete deutsche Nordpolarfahrt» (1873—1879). При организации имперской морской обсерватории в Германии Кольдевей был назначен начальником второго отделения. Его труды печатались в «Annalen der Hydrographie und maritimen Meteorologie» и в изданиях императорской обсерватории.